# بالدرمسدورف
بالدرمسدورف (به آلمانی: Baldramsdorf) یک منطقهٔ مسکونی در اتریش است که در ناحیه اشپیتال آن در دراو واقع شده‌است. بالدرمسدورف ۱٬۸۱۹ نفر جمعیت دارد.